# Аапста (река)
Аапста — река в Абхазии. Берёт начало на южных склонах хребта Ачбихвдара в районе Гудаутского перевала в буковых лесах на высоте 1445 метров над уровнем моря; впадает в Чёрное море между посёлком Приморское и городом Гудаута.

## Физико-географическая характеристика
Длина реки составляет 35 километров, площадь водосборного бассейна — 243 км², уклон реки 41,3 ‰, преобладающая ширина реки 15 метров, глубина от 0,3 до 2,1 метра при скорости течения 1,3-1,6 м/с.
В среднем и нижнем течении берега поросли буково-грабовым лесом. На реке расположены селения Аацы и Абгархук, в устье — село Приморское.
Преобладающий тип питания — снежное питание в верховьях, ближе к устью важное значение приобретает дождевое. Средняя минерализация вод 213 мг/л. Тип водного режима — черноморский, паводки бывают во все времена года.
Через приток Дохурту Аапста связана с системой пещеры Снежной.

### Притоки
У Аапсты имеется 83 притока, густота речной сети её бассейна составляет 0,77 км/км². Основными притоками являются:
- Дохурта[3] — левый приток
- Мцара[3] — левый приток
- Дзыш[1] — левый приток
- Сухая[1] — левый приток
- Шумная[1] — правый приток
- Быстрая[1] — левый приток
- Хребтовая[1] — левый приток
- Мцага[1] — правый приток

## Этимология
Гидроним происходит из абхазского языка, с абхазского аапсы переводится как «тисовая река».